# Банкрутство

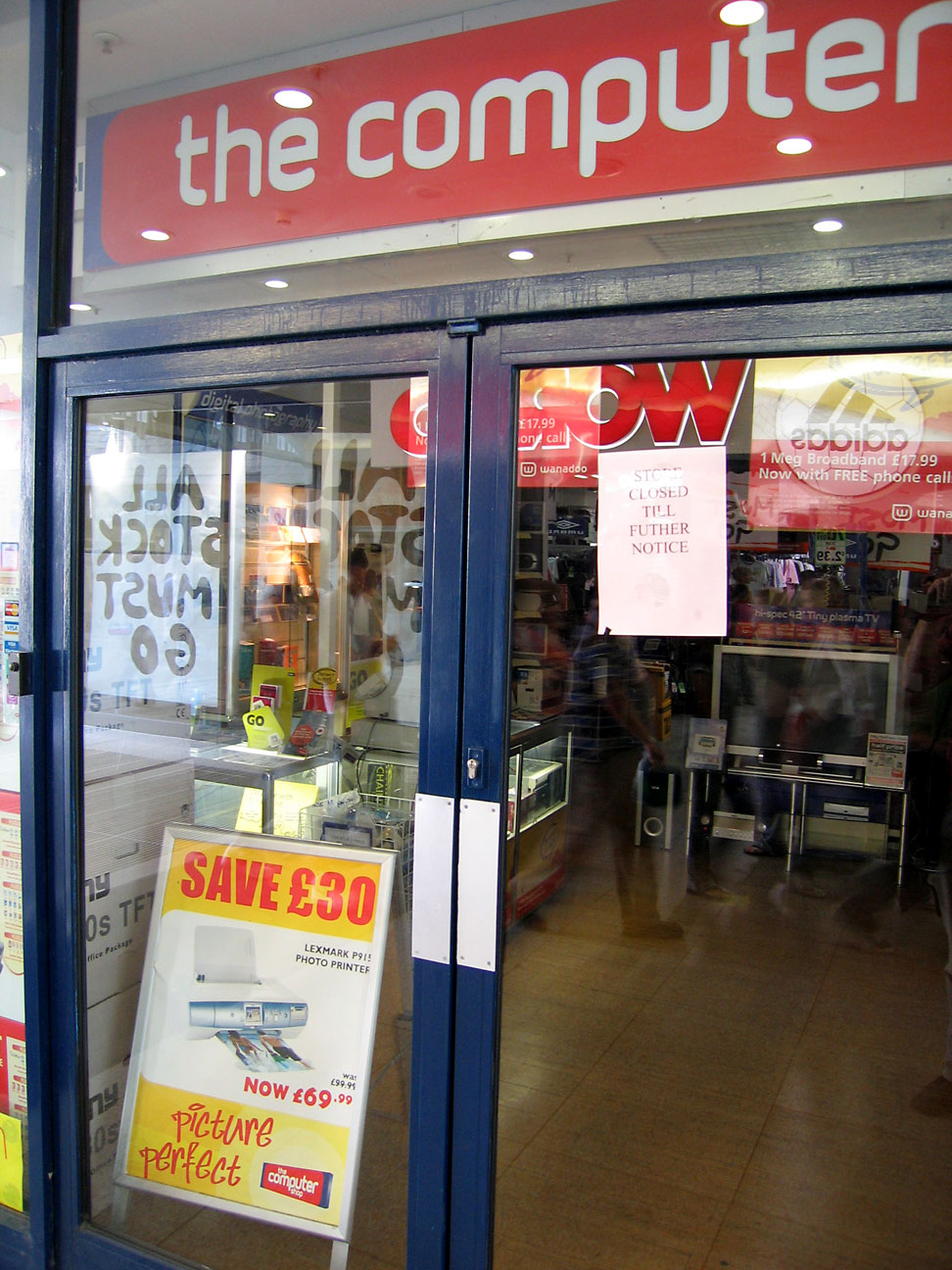
Повідомлення про закриття, прикріплене до дверей виходу комп'ютерного магазину, наступного дня після того, як материнська компанія заявила про «банкрутство» в Сполученому Королівстві.

Банкру́тство або банкро́тство (від італ. banca rotta — зламаний банк) — процес, у якому індивід чи організація, нездатна розрахуватися із кредиторами, за рішенням суду майно боржника розподіляється між кредиторами відповідно до встановленої законом черговості виплати боргів кредиторам, таких як податки і заробітна плата працівникам організації-банкрута. Процес може бути ініційований або особою-боржником (добровільне банкрутство), або будь-ким з кредиторів, якому боржник не може виплатити борг (вимушене банкрутство). Справи про банкрутство підвідомчі господарським судам і розглядаються ними за місцезнаходженням боржника. Доти, доки банкрут не розрахується з боргами, його фінансова діяльність жорстко обмежена. При цьому, важливим моментом є діагностика банкрутства.

## Судові процедури банкрутства
Законом України до боржника застосовуються наступні судові процедури банкрутства:
- розпорядження майном боржника;
- мирова угода;
- санація (відновлення платоспроможності) боржника;
- ліквідація банкрута.

Залежно від категорії боржника, виду його діяльності та наявності у нього майна господарський суд застосовує порядок провадження:
- загальний — застосовуються процедури розпорядження майном з подальшим переходом до процедур санації, ліквідації або мирової угоди;
- спеціальний — залучення до участі у справі додаткових учасників, продовження строків санації, збігу процедур розпорядження майном та санації;
- спрощений — застосовується під час ліквідації банкрута без застосування процедур розпорядження майном та санації.

Підстава для порушення справи про банкрутство — письмова заява будь-кого з кредиторів чи боржника до господарського суду.
Супровід процедур банкрутства здійснює — арбітражний керуючий.

## Борги
При банкрутстві існують такі пріоритети погашення боргів:
1. Невиплачена заробітна плата звільнених працівників
2. Невиплачена заробітна плата працівників
3. Борги перед державним бюджетом (податки) та державними фондами (пенсійний, соцстрах, зайнятості, «нещасні випадки»)
4. Борги перед кредиторами, які про себе заявили в установлені строки

Залишок активів розподіляється між власниками юридичної особи (засновниками чи акціонерами).

## Фіктивне банкрутство
Завідомо неправдива офіційна заява громадянина — засновника (учасника) або службової особи суб'єкта господарської діяльності, а так само громадянина — суб'єкта підприємницької діяльності про фінансову неспроможність виконання вимог з боку кредиторів і зобов'язань перед бюджетом є фіктивним банкрутством. У випадку завдання великої матеріальної шкоди кредиторам або державі до 17.02.2012 року за фіктивне банкрутство передбачалась кримінальна відповідальність (ст. 218 КК України).
Відповідно до змін у законодавстві за правопорушення у сфері банкрутства, кодексом України «Про адміністративні правопорушення» передбачена адміністративна відповідальність у вигляді накладення штрафу від семисот п'ятдесяти до двох тисяч неоподатковуваних мінімумів доходів громадян.

## Приховування стійкої фінансової неспроможності
Умисне приховування громадянином — засновником (учасником) або службовою особою суб'єкта господарської діяльності своєї стійкої фінансової неспроможності шляхом подання недостовірних відомостей, якщо це завдало великої матеріальної шкоди кредиторові.
Відповідно до змін у законодавстві за правопорушення у сфері банкрутства, кодексом України «Про адміністративні правопорушення» передбачена адміністративна відповідальність у вигляді
накладення штрафу від двох тисяч до трьох тисяч неоподатковуваних мінімумів доходів громадян.

## Україна
15 квітня 2019 року Президент України Петро Порошенко підписав кодекс про процедури банкрутства. Завдяки прийняттю кодексу, Україна зможе піднятися на 10 позицій у загальному рейтингу Світового банку за легкістю ведення бізнесу.

## Цікаві факти

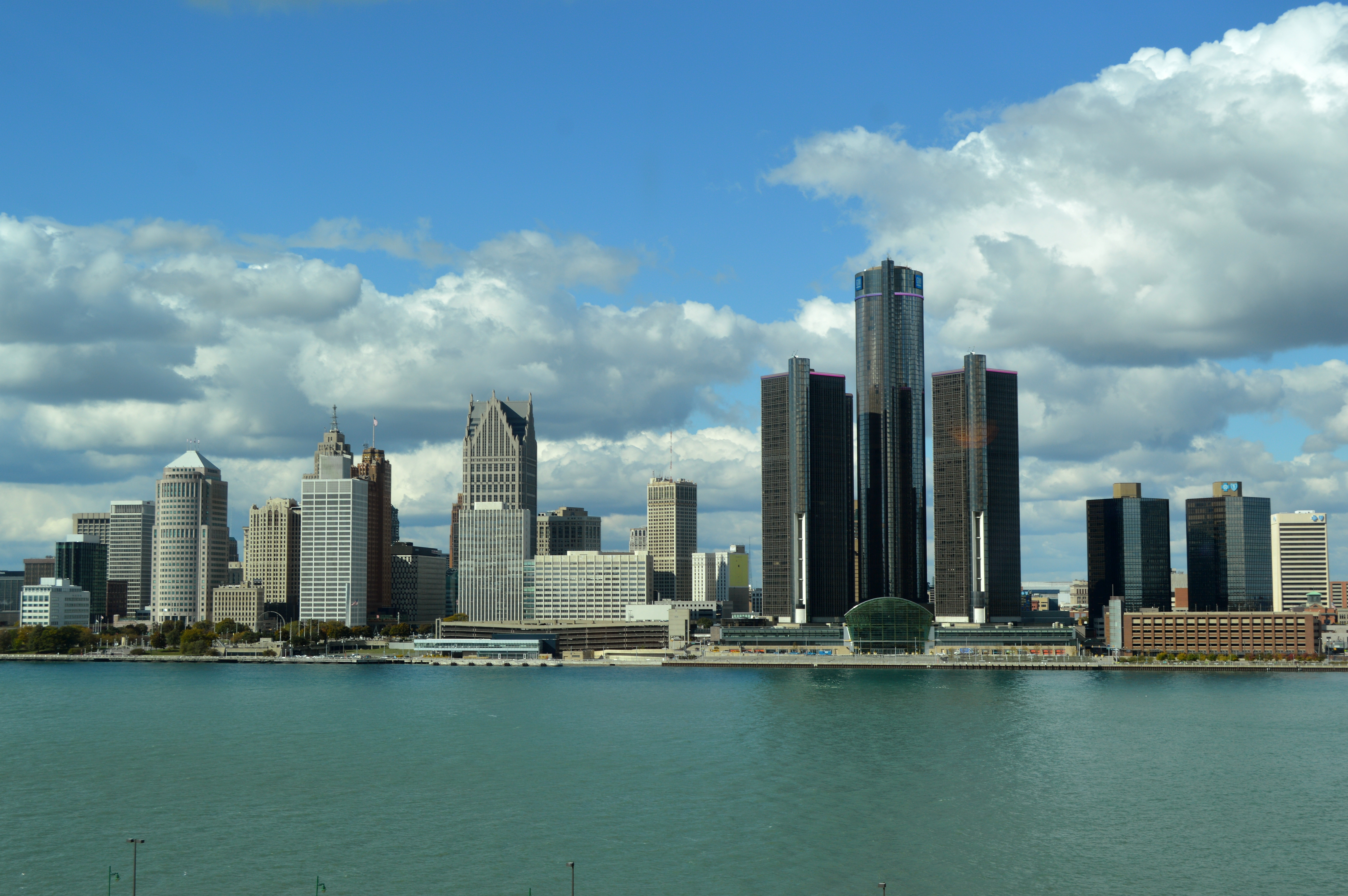
Детройт.

3 грудня 2013 року американський суд визнав банкрутом місто Детройт. На момент банкрутства загальна сума боргу міста становила 18 млрд доларів США при більше ніж 100 тис. кредиторів.